# E.T.A. Hoffmann

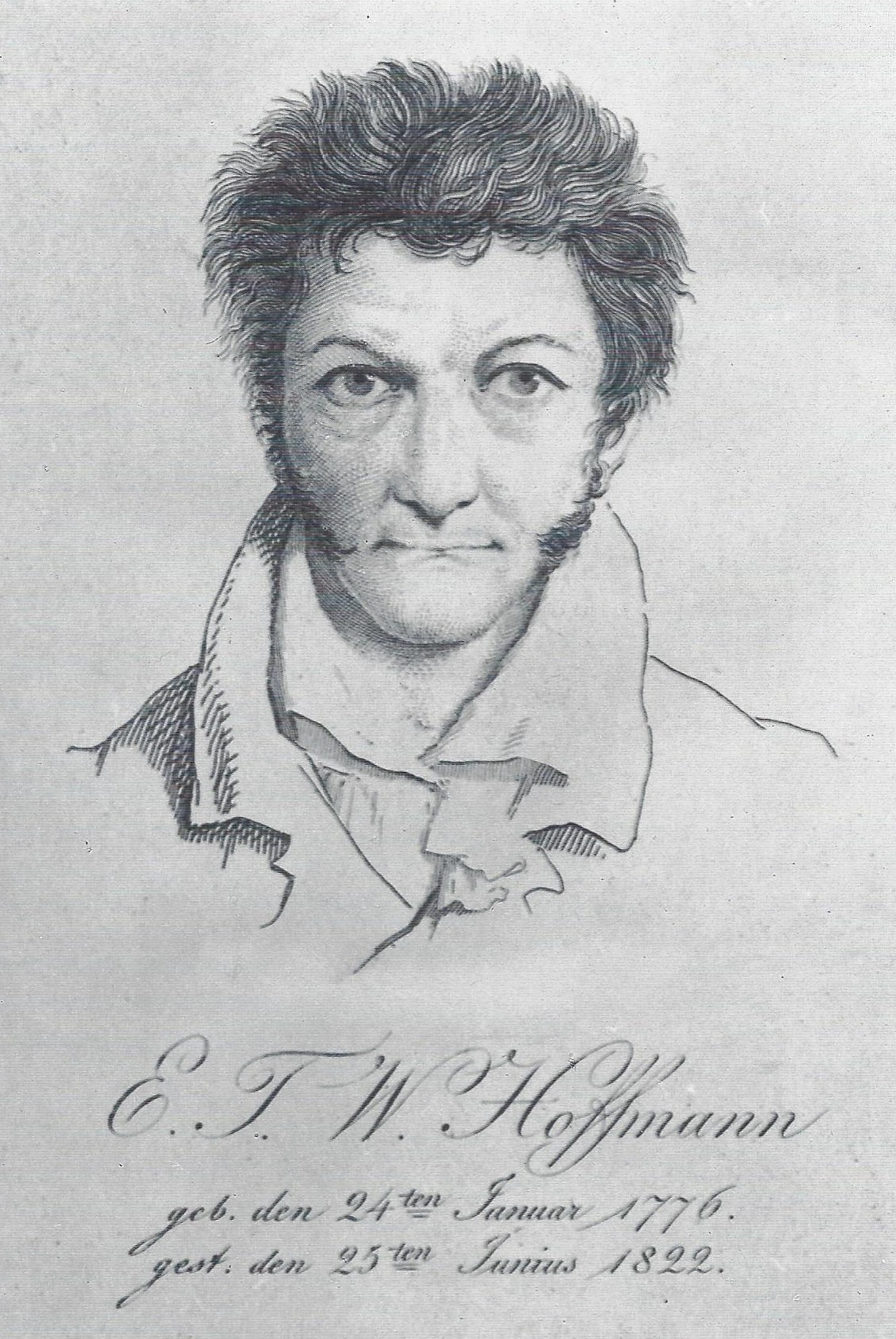
Självporträtt från cirka år 1800.

Ernst Theodor Amadeus Hoffmann, född 24 januari 1776 i Königsberg (nu Kaliningrad), död 25 juni 1822 i Berlin, var en tysk författare och kompositör. Namnet Amadeus antog Hoffmann på grund av sin beundran för Mozart i stället för sitt ursprungliga Wilhelm. Hoffmann, som var ett universalgeni, är i dag främst känd för sina romaner och fantastiska berättelser, och som en företrädare för den gotiska skräcklitteraturen.

## Biografi
Hoffmanns föräldrar skildes tidigt och han led under en pedantisk morbrors tvång. Han studerade 1792–1796 juridik vid Königsbergs universitet och anställdes 1796 i administrationen i Glogau, varifrån han 1798 flyttade till Berlin och 1800 till Posen. Som straff för elaka karikatyrer av förmän måste han 1802 som regeringsråd bege sig till Plock, en småstad vid Weichsel, där han gifte sig med en polska, och 1804 till Warszava som då tillhörde Preussen.
Då fransmännen 1806 upplöste preussiska regeringen där, miste Hoffmann sin tjänst och nödgades ta sin tillflykt till sin musikaliska talang och blev 1808 musikdirektör vid nya teatern i Bamberg. När denna kort därefter stängdes, kom Hoffmann i stor nöd. Han försörjde sig på musiklektioner, gravyrer och artiklar i en musiktidning, till dess han 1813 blev musikdirektör vid ett teatersällskap, som spelade i Dresden och Leipzig.
Han komponerade och arrangerade åtskilliga sångspel, Goethes Scherz, list und rache (1801), Clemens Brentanos Die lustigen Musikanten, Friedrich Ludwig Zacharias Werners Kreuz an der Ostsee och Friedrich de la Motte-Fouqués Undine samt till text av honom själv Der kanonikus von Mailand och Liebe und Eifersucht. 1816 blev han råd i kammarrätten i Berlin. På denna plats visade han inte bara stor ordentlighet och ämbetsmannaskicklighet, utan även en fast karaktär, som motstod alla påtryckningar från regeringen under en orolig tid. Han levde tämligen ensam för sin konst och sin tjänst; varje kväll tillbringade han i Lutter & Wegeners vinstuga, hetsande sin fantasi med ett excentriskt dryckesliv i sällskap med Ludwig Devrient.
Hoffmann var en mångsidig och rik begåvning. Hans kompositioner har en romantisk stämning och vann i flera fall mycken beundran. Hans teckningar och graveringar, dekorationsutkast och porträtt visar betydande karakteriseringsförmåga; särskilt omtyckta blev flera av hans karikatyrer av Napoleon I. Från och med 1809 intog författarskapet första rummet av hans intressen.

## Hoffmann som författare

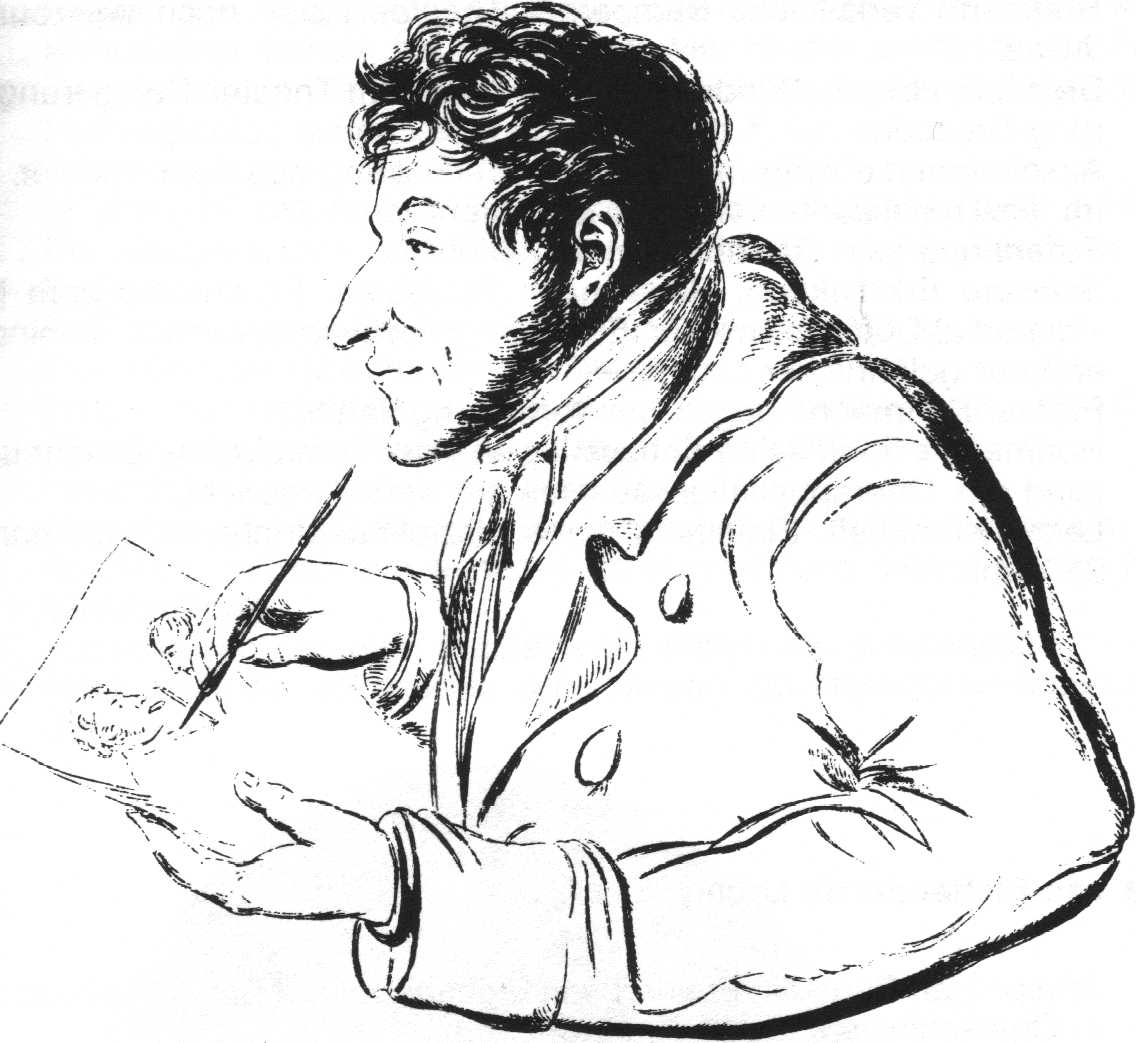
Självkarikatyr av Hoffmann

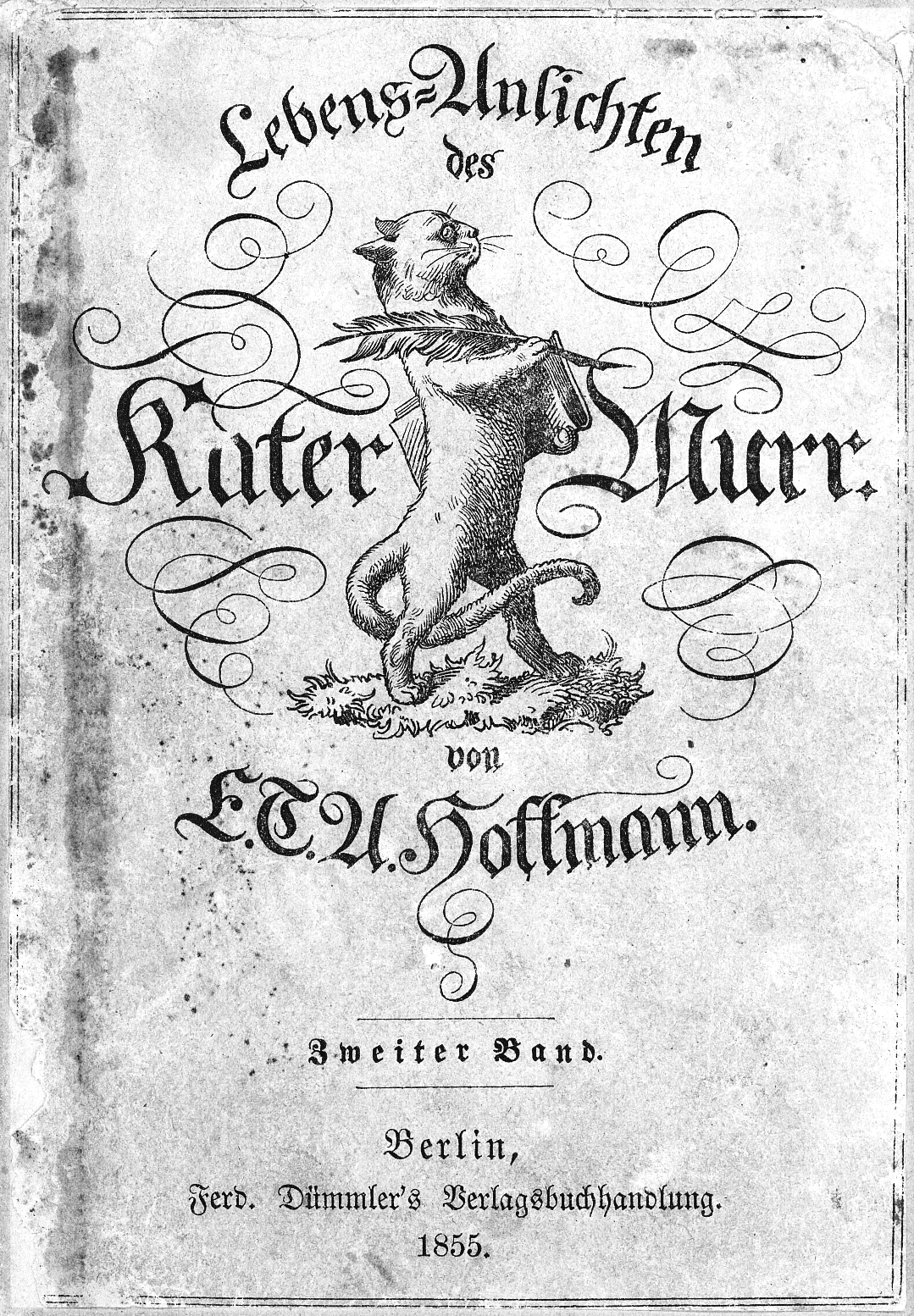
Omslag till Katten Murrs tankar om livet, med gravyr av Hoffmann.

Hoffmann tillhörde den yngre romantiken och bar i sin ytterliga subjektivitet prägeln av en suverän fantasiverksamhet. Men på samma gång är han en av realismens fäder och föregångare därigenom, att han eftersträvade och uppnådde en påtaglighet, en åskådlighet i framställningen, som gör det sagolikaste och otroligaste trovärdigt. I hans arbeten växlar idyller och vardagsbilder med spökhistorier och sagomotiv; med en enastående skicklighet lyckades Hoffmann sammangjuta fantastiskt och verkligt till en fascinerande helhet.
Djupsinne och vansinne går hand i hand. Själv en själssplittringens martyr, förstod Hoffmann att i gripbar form återge de sjukligaste och abnorma själstillstånd; med drömmens och det genomlevdas samlade makt verkar hans visionära och suggererande berättelser, som i en även för romantikerna sällsynt konstomfattning kunde förena musikens, målningens och diktens intryck.
Inte bara inom Tyskland åtnjöt Hoffmann popularitet; till engelska tolkades han av Thomas Carlyle m.fl., och i Frankrike var han länge den mest läste tyske författaren, i Danmark har han påverkat H.C. Andersen m.fl. I Sverige har han haft inflytande på Livijn, Almqvist, Strindberg m.fl.  
Hoffmann är en av de främsta företrädarna för den tyska romantiken. Särskilt framstående är han som epiker i det mindre formatet, som novellist. Hos Hoffmann är motsatsställningen mellan fantasins värld och vardagen det centrala motivet.
Har bland annat skrivit den gotiska skräckromanen Djävulselixiret och fantastiska och groteska noveller som Den gyllene krukan, Sandmannen och Nötknäpparen. Den senare novellen, som också gav upphov till genren fantastisk barnlitteratur i stil med Trollkarlen från Oz och Nils Karlsson Pyssling, ligger till grund för Tjajkovskijs balett Nötknäpparen. 
Tre av E.T.A. Hoffmanns noveller ligger till grund för Jacques Offenbachs fantastiska opera Hoffmanns äventyr (Les contes d'Hoffmann) i vilken Hoffman är huvudperson.
Hoffmann skrev också en humoristisk roman, Katten Murrs tankar om livet (1820-22), i vilken två levnadsteckningar "av misstag" måste samsas om utrymmet: dels den urromantiska konstnärssjälen Kreislers, dels den självgode, småborgerlige hankatten Murrs.

## Hoffmann som tonsättare
Hoffmanns opera Undine kom att inspirera Richard Wagner bl.a. genom tekniken med ledmotiv (Leitmotiv). Librettot till operan skrevs inte av Hoffmann själv, utan av Friedrich de la Motte Fouqué.